# 实心苦竹
实心苦竹（学名：Pleioblastus solidus）为禾本科大明竹属下的一个种。

## 扩展阅读
- 維基物種上的相關：实心苦竹